# Arthur P. Murphy

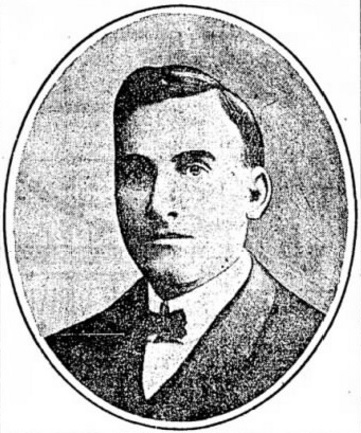
Arthur P. Murphy, 1906

Arthur Phillips Murphy (* 10. Dezember 1870 in Hancock, Pulaski County, Missouri; † 1. Februar 1914 in Rolla, Missouri) war ein US-amerikanischer Politiker. Zwischen 1905 und 1911 vertrat er zwei Mal den Bundesstaat Missouri im US-Repräsentantenhaus.

## Werdegang
Arthur Murphy besuchte die öffentlichen Schulen seiner Heimat und die School of Mines and Metallurgy in Rolla. Danach arbeitete er als Telegrafist. Nach einem anschließenden Jurastudium und seiner 1894 erfolgten Zulassung als Rechtsanwalt begann er in Rolla in diesem Beruf zu arbeiten. Im Jahr 1898 bewarb er sich erfolglos um den Posten des Staatsanwalts im Pulaski County. Von 1902 bis 1904 war er juristischer Vertreter der Creek. Gleichzeitig schlug er als Mitglied der Republikanischen Partei eine politische Laufbahn ein.
Bei den Kongresswahlen des Jahres 1904 wurde Murphy im 16. Wahlbezirk von Missouri in das US-Repräsentantenhaus in Washington, D.C. gewählt, wo er am 4. März 1905 die Nachfolge von J. Robert Lamar antrat, den er bei der Wahl geschlagen hatte. Da er im Jahr 1906 gegen Lamar verlor, konnte er bis zum 3. März 1907 zunächst nur eine Legislaturperiode im Kongress absolvieren. Bei den Wahlen des Jahres 1908 konnte sich Murphy gegen Lamar durchsetzen und damit zwischen dem 4. März 1909 und dem 3. März 1911 eine weitere Legislaturperiode im Kongress absolvieren. Im Jahr 1910 unterlag er Thomas L. Rubey.
Nach seinem Ausscheiden aus dem US-Repräsentantenhaus praktizierte Arthur Murphy wieder als Anwalt. Er starb am 1. Februar 1914 in Rolla, wo er auch beigesetzt wurde.